# Раис М'Боли
Раис М'Боли Уаб (на френски: Raïs M'Bohli Ouhab; на арабски: رايس مبولحي – Раийс М'Бу̀хли) е футболен вратар от Франция. Дете от смесен брак с баща конгоанец и майка алжирка, роден и израсъл в Париж. Има алжирско гражданство.

## Кариера
Юноша на Рейсинг Париж Франция от 1995 до 2002 и Олимпик Марсилия Франция от 2002, играе като вратар. През 2003 дебютира за дублиращия отбор на Олимпик Марсилия Франция. През 2005 преминава в Хартс Шотландия като печели купа на Шотландия за 2006. През сезон 2006/07 е в Етникос Пирея Гърция, а следващия сезон 2007/08 е в Панетоликос Гърция. През сезон 2008/09 играе в Рюкю Япония. През май 2009 преминава в Славия София. С добрите си игри през 2009 е обявен за вратар на годината в А група, след което изкарва и няколкодневни проби в Манчестър Юнайтед Англия. Отдаден е под наем на ЦСКА през август 2010, като остава при армейците до декември същата година, когато е продаден от Славия София на Криля советов Русия. През сезон 2011/12 се завръща под наем в ЦСКА. През есента на 2012 отново е под наем в ЦСКА, но е освободен след отпадането на отбора от Лига Европа. От януари 2013 до лятото на 2013 играе под наем в Аячо Франция. През лятото на 2013 се завръща за трети път в ЦСКА, като остава до края на сезона юли 2014, когато е продаден на Филаделфия Юнион САЩ. През август 2015 преминава в Анталяспор Турция, а през януари 2017 подписва с Рен Франция. От януари 2018 е в Етифак Саудитска Арабия.
Играе в младежките формации на Франция до 17 и до 19 години. Поради факта, че майка му е алжирка, избира да играе за Алжир и има 72 мача. Участва на световните първенства 2010 в ЮАР, като играе в два мача, и 2014 в Бразилия, а в мача срещу Германия, прави 11 брилянтни спасявания и вкарва мача в продължения. Въпреки че Алжир губи 2:1, той е избран за играч на мача. Участник на купата на африканските нации през 2013. Печели първата си титла с тима на Алжир на Африканската купа на нациите в Египет през 2019 като участва във всичките 7 мача на тима и е определен за играч на мача за финала със Сенегал спечелен с 1:0 и определен за вратар на целия турнир.